# Samodzielna Grupa Operacyjna „Śląsk”

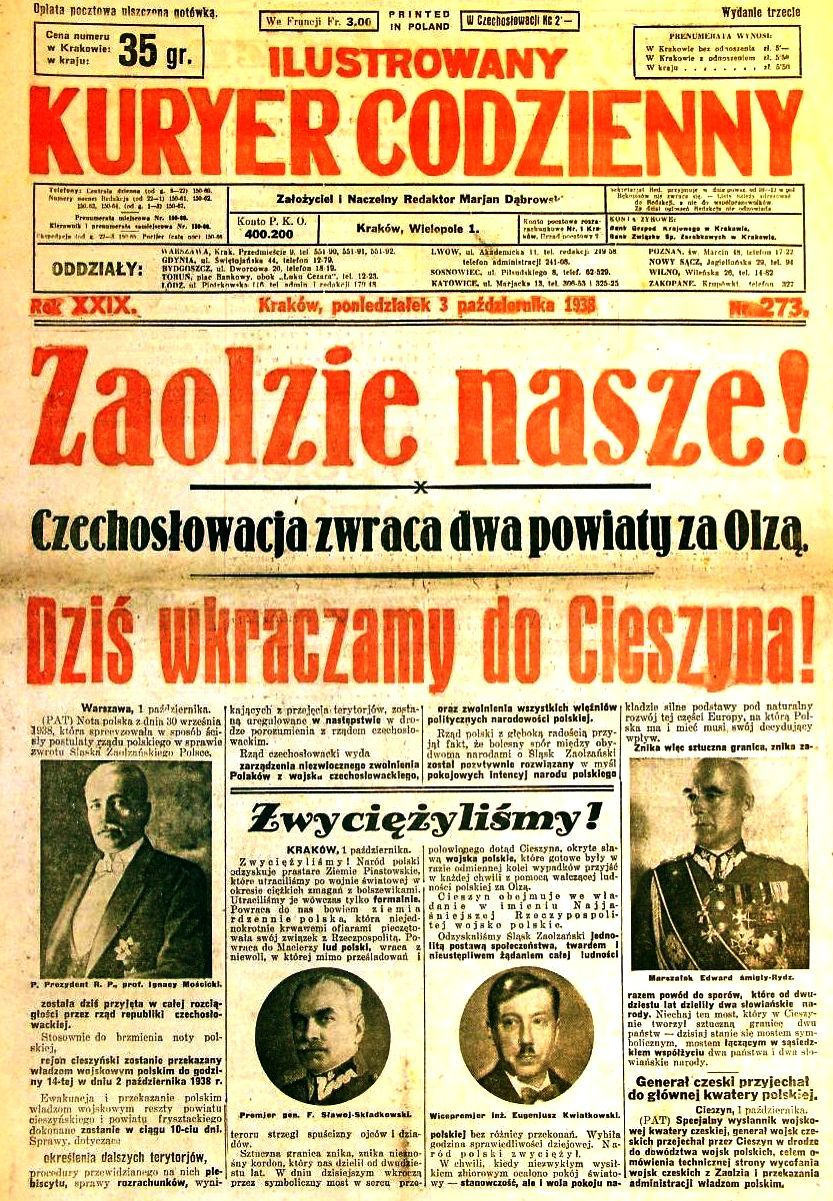
Strona tytułowa z Ilustrowanego Kuryera Codziennego, 3 października 1938

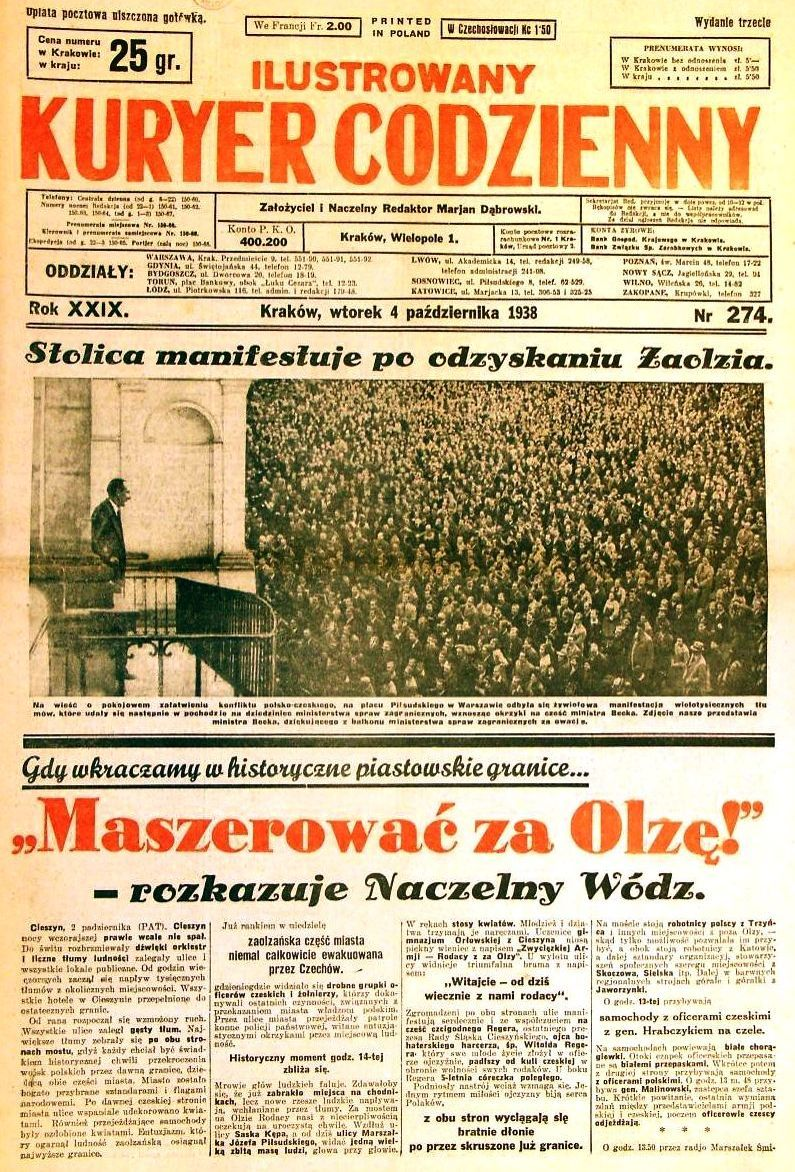
Strona tytułowa z Ilustrowanego Kuryera Codziennego, 4 października 1938

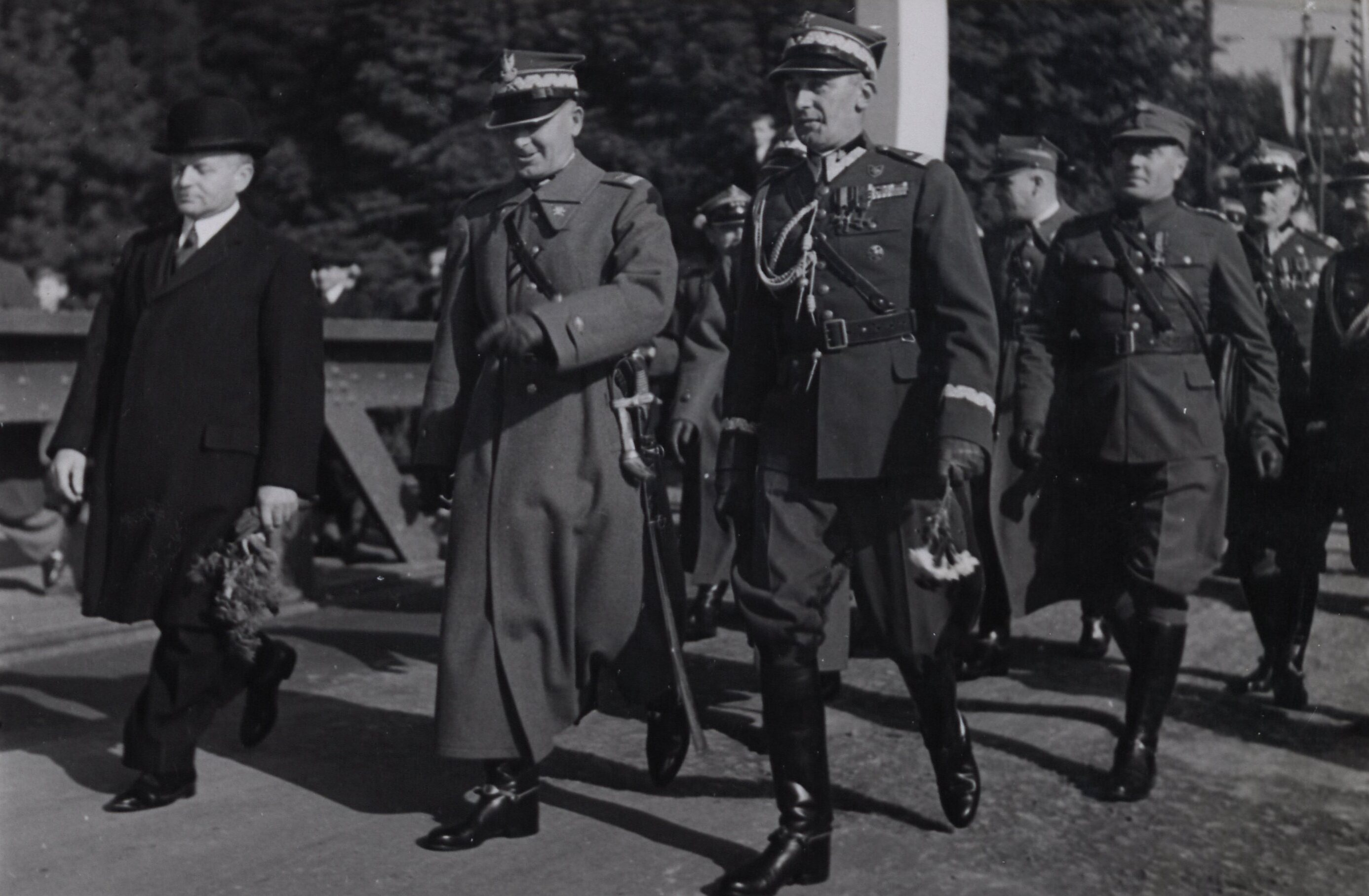
Wojewoda śląski Michał Grażyński, marszałek Edward Rydz-Śmigły i gen. Władysław Bortnowski na moście granicznym w Czeskim Cieszynie, październik 1938 r.

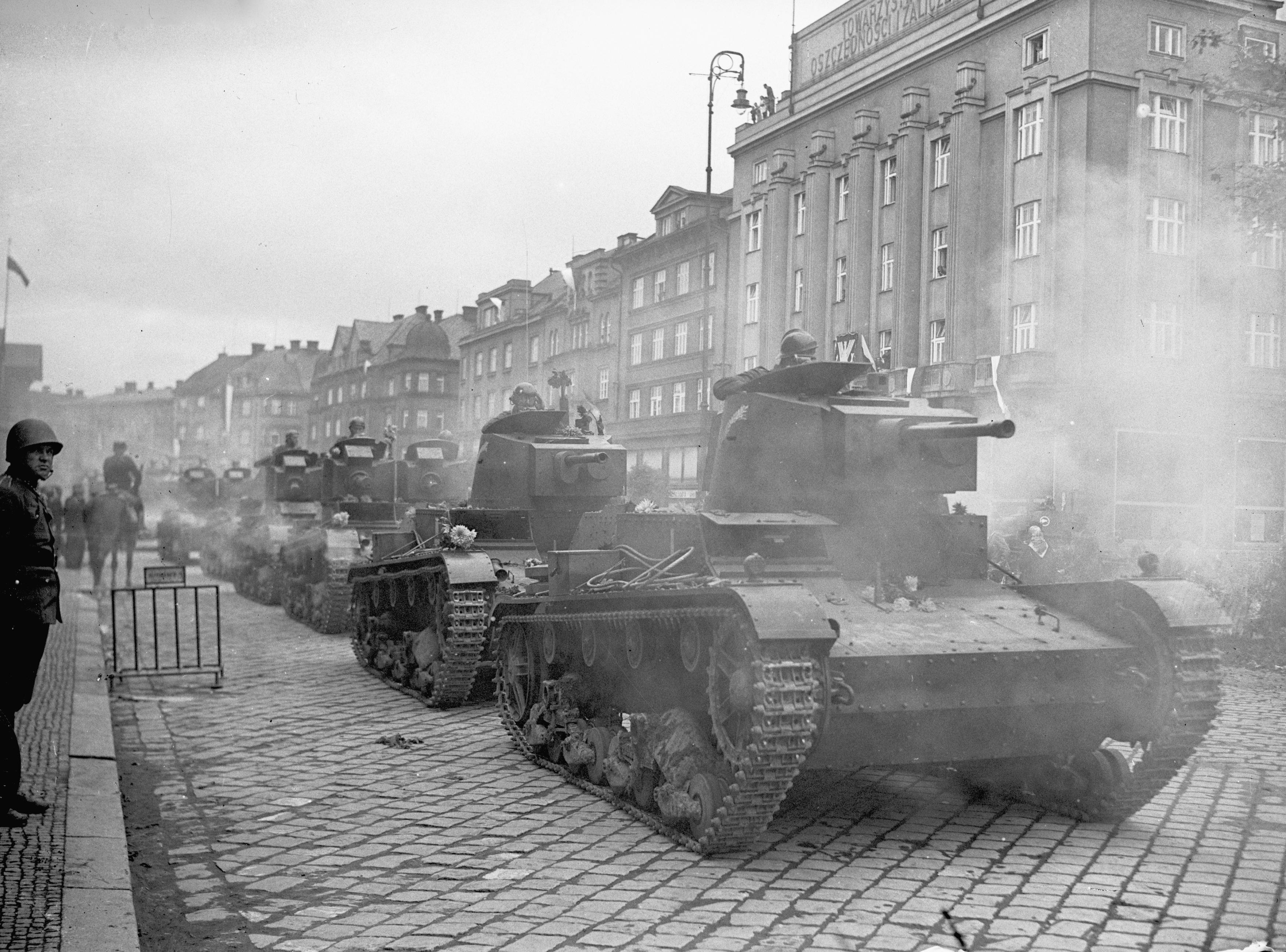
Czołgi 7TP wydzielone z 3 Batalionu Pancernego na defiladzie w Czeskim Cieszynie w październiku 1938 roku

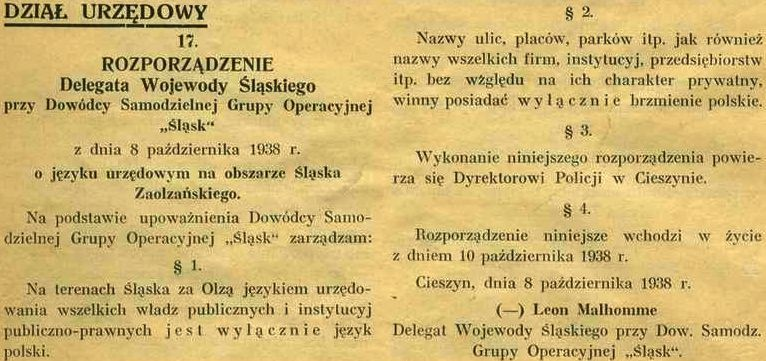
Rozporządzenie Delegata Wojewody Śląskiego przy Dowódcy Samodzielnej Grupy Operacyjnej „Śląsk” o języku urzędowym na obszarze Śląska Zaolzańskiego z 8 października 1938 roku.

Samodzielna Grupa Operacyjna „Śląsk” (SGO „Śląsk”) – grupa operacyjna Wojska Polskiego II RP, improwizowana we wrześniu 1938 w celu rewindykacji Zaolzia.
Organizacja i obsada personalna (w nawiasach podano jednostki macierzyste).
Dowództwo
- dowódca – gen. bryg. Władysław Bortnowski
- dowódca artylerii – płk Leon Bogusławski
- dowódca lotnictwa – płk pil. Władysław Kalkus
- dowódca OPL – płk Franciszek Mołodyński (od 1 października 1938 r. – mjr Stefan Sztukowski)
- dowódca saperów – mjr Jan Guderski

Sztab
- szef sztabu – ppłk dypl. Czesław Kopański
- szef sztabu – płk dypl. dr Ignacy Izdebski
- szef Oddziału I – mjr dypl. Michał Maćkowski
- szef Oddziału II – ppłk dypl. Franciszek Tomczuk
- szef Oddziału III – płk Jan Berek
- kwatermistrz – ppłk Stanisław Kłosowicz

Kombinowana Dywizja Piechoty
- Dowództwo Kombinowanej DP (Dowództwo 4 Dywizja Piechoty)
  - dowódca – płk dypl. Mikołaj Bołtuć
- Kombinowany Pułk Piechoty (4 DP)
- Kombinowany Pułk Piechoty (14 DP)
- Kombinowany Pułk Piechoty (15 DP)
- Kombinowany Pułk Piechoty (16 DP)
- Kombinowany Pułk Piechoty (25 DP)

21 Dywizja Piechoty Górskiej – płk Józef Kustroń
23 Górnośląska Dywizja Piechoty – płk Jan Jagmin-Sadowski
Wielkopolska Brygada Kawalerii – gen. bryg. Roman Abraham
Kombinowany Pułk Kawalerii (Pomorska BK)
10 Brygada Kawalerii – płk dypl. Antoni Durski-Trzaska (od 24 X płk dypl. Stanisław Maczek)
Śląska Brygada Obrony Narodowej – płk dypl. Józef Giza
Śląsko-Cieszyńska Półbrygada Obrony Narodowej – ppłk dypl. Jan Gabryś
Szkolny pułk KOP (16 plutonów z Centralnej Szkoły Podoficerów KOP w Osowcu)
pododdziały Straży Granicznej
Batalion „Różan” (Batalion Manewrowy Ośrodka Wyszkolenia Rezerw Piechoty w Różanie)

- dowódca – mjr Karol Fanslau (od 3 października zastąpiony przez 2 Morski Batalion Strzelców – ppłk Ignacy Szpunar)

1 Batalion Czołgów – mjr Adam Kubin
1 Batalion Saperów – mjr Henryk vel Zygmunt Pieńkowski
3 Batalion Strzelców – ppłk Marian Wieroński
Zmotoryzowany Dywizjon Artylerii Najcięższej – ppłk Piotr Jezierski
18 Dywizjon Artylerii Ciężkiej – ppłk dypl. Władysław IV Brzozowski
2 Kompania Przeciwpancerna (2 i 4 pp Leg. z 2 DP)
22 Kompania Przeciwpancerna (2, 5 i 6 pspodh. z 22 DPG)
ciężki pociąg pancerny nr 260 – kpt. Bronisław Korobowicz
Legion Zaolziański – ppłk dypl. Ludwik Zych
grupy bojowe Organizacji „B” – mjr Feliks Arkenstein

Lotnictwo:
- pięć eskadr myśliwskich (111, 112, 121 i 131 Eskadra Myśliwska),
- dwie eskadry lekkich bombowców (21 i 22 Eskadra Liniowa),
- jedna eskadra rozpoznawcza,
- pięć plutonów towarzyszących.

Razem:
- 35 966 oficerów, podoficerów i szeregowych,
- 837 koni, 267 samochodów osobowych, 707 ciężarowych, 459 motocykli, 103 czołgi, 9 samochodów pancernych, 1012 rkm i lkm, 445 ckm, 117 dział, 117 dział ppanc., 103 samoloty.